# Милан Видаков
Милан Видаков (Рума, 19. августа 2000) српски је фудбалер који тренутно наступа за Раднички 1923 из Крагујевца.

## Каријера
Видаков је био члан млађих селекција београдског Партизана. Био је члан и филијале тог клуба, Телеоптика. Почетком 2018. прешао је у новосадску Војводину, а пред крај исте године потписао је професионални уговор са тим клубом. Недуго затим, током пролећног дела такмичарске 2018/19, био је прикључен првом тиму за Суперлигу Србије, али је до њеног окончања наступао за омладински састав. Наредног лета уступљен је екипи ОФК Вршца. Са учинком од 11 погодака на 15 утакмица у Српској лиги Војводине, Видаков се остварио као најбољи стрелац првог дела такмичарске 2019/20. Војводина га је током зимске паузе вратила са позајмице, а затим надаље проследила прволигашу Кабелу. После једне и по сезоне, колико се ту задржао, Видаков је на следећу позајмицу отишао у екипу новосадске Младости, лета 2021. Након освајања првог места на табели Прве лиге Србије с том екипом, где је био и најефикаснији стрелац такмичења, Видаков се вратио у Војводину. Последњег дана маја 2022. продужио је уговор до краја календарске 2024. У септембру исте године обновљена је позајмица екипи Младости до краја такмичарске 2022/23. Прве поготке у Суперлиги Србије постигао је на гостовању Црвеној звезди у 28. колу, када је био двоструки стрелац. Средином јула 2023. прешао је у Раднички 1923 из Крагујевца с којим је потписао трогодишњи уговор.

## Статистика

### Клупска
Ажурирано 11. новембра 2023.
|                              |          |                       |     |    |   |   |   |   |   |   |     |    |  |  |
| Војводина                    | 2018/19. | Суперлига Србије      | 0   | 0  | 0 | 0 | — | — | — | — | 0   | 0  |  |  |
|                              |          |                       |     |    |   |   |   |   |   |   |     |    |  |  |
| ОФК Вршац (позајмица)        | 2019/20. | Српска лига Војводина | 15  | 11 | — | — | — | — | — | — | 15  | 11 |  |  |
|                              |          |                       |     |    |   |   |   |   |   |   |     |    |  |  |
| Кабел (позајмица)            | 2019/20. | Прва лига Србије      | 6   | 1  | — | — | — | — | — | — | 6   | 1  |  |  |
| Кабел (позајмица)            | 2020/21. | Прва лига Србије      | 22  | 4  | 1 | 0 | — | — | — | — | 23  | 4  |  |  |
| Кабел (позајмица)            | Укупно   | Укупно                | 28  | 5  | 1 | 0 | — | — | — | — | 29  | 5  |  |  |
|                              |          |                       |     |    |   |   |   |   |   |   |     |    |  |  |
| Младост Нови Сад (позајмица) | 2021/22. | Прва лига Србије      | 33  | 18 | — | — | — | — | — | — | 33  | 18 |  |  |
| Младост Нови Сад (позајмица) | 2022/23. | Суперлига Србије      | 21  | 2  | 0 | 0 | — | — | — | — | 21  | 2  |  |  |
| Младост Нови Сад (позајмица) | Укупно   | Укупно                | 54  | 20 | 0 | 0 | — | — | — | — | 54  | 20 |  |  |
|                              |          |                       |     |    |   |   |   |   |   |   |     |    |  |  |
| Војводина                    | 2022/23. | Суперлига Србије      | 4   | 0  | — | — | — | — | — | — | 4   | 0  |  |  |
| Војводина                    | Укупно   | Укупно                | 4   | 0  | 0 | 0 | — | — | — | — | 4   | 0  |  |  |
|                              |          |                       |     |    |   |   |   |   |   |   |     |    |  |  |
| Раднички 1923 Крагујевац     | 2023/24. | Суперлига Србије      | 11  | 5  | 1 | 1 | — | — | — | — | 12  | 6  |  |  |
|                              |          |                       |     |    |   |   |   |   |   |   |     |    |  |  |
| Каријера                     | Каријера | Каријера              | 112 | 41 | 2 | 1 | — | — | — | — | 114 | 42 |  |  |
|                              |          |                       |     |    |   |   |   |   |   |   |     |    |  |  |

## Трофеји, награде и признања

### Екипно
Младост Нови Сад
- Прва лига Србије : 2021/22.[29]

### Појединачно
- Најбољи стрелац Прве лиге Србије за сезону 2021/22. са 18 погодака[30]